# جاده ۱۲ (ایران)
جاده ۱۲، جاده‌ای در شمال غربی ایران و جنوب رود ارس است که بازرگان را به پلدشت، پارس آباد، جلفا و بیله سوار متصل می‌کند.